# Mannahill
Mannahill – miejscowość w australijskim stanie Australia Południowa. 